# 68 Yeni Aksarayspor
68 Yeni Aksarayspor ist ein türkischer Fußballverein aus Aksaray. 68 Yeni Aksarayspor beansprucht für sich, der Nachfolgerverein von Aksarayspor zu sein.

## Geschichte
68 Yeni Aksarayspor wurde 2010 gegründet und erreichte in der Bölgesel Amatör Lig den dritten Platz in der Saison 2010/2011, in der Saison 2011/12 erreichte man ebenfalls den dritten Platz. In der Saison 2012/13 erreichte man den ersten Platz mit 64 Punkten und stieg erstmals in der noch jungen Vereinsgeschichte in die TFF 3. Lig auf, wo man in der Debütsaison (Saison 2013/14) den 12. Platz erreichen und damit die Klasse halten konnte.
In der Viertligasaison 2014/15 verfehlte die Mannschaft den Klassenerhalt der TFF 3. Lig und stieg damit in die Bölgesel Amatör Lig ab.